# Heim ins Reich
Pour l’article homonyme, voir Heim ins Reich (documentaire).
Heim ins Reich (traduction libre : Retour au Reich) est un slogan politique des nazis allemands lancé par Hitler en 1938.

## Signification
Ce slogan signifie que les Allemands d'origine doivent habiter en Allemagne, ce qui inclut principalement les Allemands vivant en Autriche, dans la région des Sudètes, à Dantzig, ainsi, entre autres, que les Germano-Baltes et les Allemands des Balkans ou encore les Allemands de Bessarabie. Ces populations doivent ainsi vivre sur le territoire de la Grande Allemagne, ce qui comprend des territoires cédés après le traité de Versailles, qui est donc remis en cause. 
Heim ins Reich est une version très radicale du nationalisme politique, estimant que les frontières ethniques et politiques doivent correspondre.